# Branson (Kolorado)
Branson – miasto w Stanach Zjednoczonych, w stanie Kolorado, w hrabstwie Las Animas.